# Karlo Balić
Karlo Balić (Katuni, 6. prosinca 1899. – Rim, 15. travnja 1977.) bio je hrvatski franjevac, filozof, teolog, mariolog i medievalist.

## Životopis
Rodio se 6. prosinca 1899. godine u Katunima u općini Omiš. Na krštenju je dobio ime Lovre. Srednju školu završava u Franjevačkoj klasičnoj gimnaziji u Sinju. Bio je u novicijatu na Visovcu, gdje uzima ime „Karlo”. Teološke studije studirao je u Zaostrogu i Makarskoj. Dana 15. kolovoza 1923. proslavio je mladu misu u rodnom mjestu. Iste godine odlazi na Katoličko sveučilište u Louvain u Belgiji. Tamo je 1927. godine obranio disertaciju pod nazivom „De theologia mariana Orđinis Fratrum Minorum saeculis XIII et XIV”. Nakon završetka studija postaje profesor na Franjevačkoj visokoj bogosloviji u Makarskoj.
Na poziv generala Franjevačkog reda, 1933. godine, odlazi u Rim gdje postaje profesor i prvi rektor Međunarodnog franjevačkog sveučilišta Antonianuma. Kasnije je još jednom obnašao službu rektora istog Sveučilišta. Predavao je i na Papinskom sveučilištu Lateranum. Osnovao je i bio prvi predsjednik Međunarodne skotističke komisije. Djelovao je kao savjetnik nekoliko rimskih kongregacija te je kao stručnjak (peritus) sudjelovao na radu Drugoga vatikanskog sabora.
Predsjedao je i Papinskom međunarodnom marijanskom akademijom. Umro je u Rimu 15. travnja 1977. godine, a pokopan je u rodnim Katunima.
Godine 1970. je godine dobio počasni doktorat zagrebačkog sveučilišta. Njemu u čast je dano je ime osnovnoj školi u Šestanovcu.[nedostaje izvor]

### Članci
- Jurišić, Hrvatin Gabrijel. 1977. U spomen fra Karla Balića (1899.—1977.). Crkva u svijetu. Sveučilište u Splitu - Katolički bogoslovni fakultet. Split. 12 (3): 271–274